# The Story of Treasure Isle
A The Story of Treasure Isle – Reggae, Ska & Rocksteady Classics                                                   egy dupla lemezes válogatás a 60-as évek jamaicai zenéiből, melyek eredetileg a Treasure Island kiadónál jelentek meg.

## Számok

### CD1
1. Don't Stay Away - Phyllis Dillon
2. Ba Ba Boom - The Jamaicans
3. Ba-Ba-Ri-Ba Skank - Dennis Alcapone
4. Baby Love - The Sensations
5. DJ's Choice - Dennis Alcapone
6. Blackbirds Singing - Roslyn Sweat
7. Dance Crasher - Alton Ellis
8. Dearest - Dotty & Bonny, Don Drummond
9. Don't Touch Me Tomato - Phyllis Dillon
10. Girl I've Got a Date - Alton Ellis
11. Housewife's Choice - Derrick & Patsy
12. Angel of the Morning - Joya Landis
13. La la Means I Love You - Alton Ellis
14. Love Is a Treasure - Freddie McKay
15. Mother Nature - The Paragons, Roslyn Sweat
16. Loving Pauper - Dobby Dobson
17. Moonlight Lover - Joya Landis
18. Love the One You're With - Phyllis Dillon
19. Behold - U-Roy
20. Eastern Standard Time - The Skatalites, Tommy McCook
21. Carry Go Bring Come - Dominoes, Justin Hinds
22. Musical Communion - Baba Brooks
23. Mesopotamia - The Skatalites, Don Drummond
24. Rukumbine - Shenley Duffus
25. Rub Up, Push Up - Dominoes, Justin Hinds
26. Musical Store Room - The Skatalites

### CD2
1. Tonight Is the Night - Claudette Miller
2. Willow Tree - Alton Ellis
3. The Love That a Woman Should Give a Man - Phyllis Dillon
4. There Comes a Time - The Techniques
5. Weather Report - The Tennors
6. The Tide Is High - The Paragons
7. Queen Majesty - The Techniques
8. True True True - Ken Parker
9. On the Beach - The Paragons
10. Mabrak - The Supersonics, Tommy McCook
11. No.  Station - Dennis Alcapone
12. Occupation - The Skatalites, Don Drummond
13. Only a Smile - The Paragons
14. Where Must I Go - Errol Dunkley
15. Woman of the Ghetto - Phyllis Dillon
16. Why Birds Follow Spring - Alton Ellis
17. You Were to Be - The Gladiators
18. Sinners - Dominoes, Justin Hinds
19. Tom Drunk - U-Roy, Hopeton Lewis
20. You Don't Care - The Techniques
21. Perfidia - Phyllis Dillon
22. Rock Steady - Alton Ellis
23. What More Can I Do? - Clive & Doreen
24. Penny Reel - Tommy McCook, Monty Morris
25. Rough & Tough - Stranger Cole
26. Feeling Fine - The Skatalites, Don Drummond

## Külső hivatkozások
- https://web.archive.org/web/20060115163726/http://www.unionsquaremusic.co.uk/title.php?ALBUM_ID=518&LABEL_ID=7